# Carlos Bravo Molina
Carlos Bravo Molina nació en La Paz (Bolivia) en noviembre de 1849. Es conocido como geógrafo, analista, intelectual, escritor, coleccionista y bibliógrafo.

## Reseña biográfica
Hijo del coronel Tomás Bravo y de Victoria Molina, Carlos Bravo nació en La Paz el 4 de noviembre de 1849.
Después de terminar sus estudios en el Seminario, se formó en Teología y Jurisprudencia, graduándose como abogado en 1878. Gracias a su pasión por los archivos, se desempeñó desde muy temprano como director de la Biblioteca Pública de la ciudad.
Vinculado al corralismo, tuvo que emigrar al Perú después de la quema del Palacio de Gobierno en 1875. A su retorno, se abocó al estudio del aymara, realizando varios vocabularios. Sus trabajos ayudarían a Ernst Middendorf en la redacción de su obra cumbre, Die Aymara Sprache.
Participó activamente en los círculos aymaristas de la segunda mitad del siglo XIX, llegando a ser el fundador y principal impulsor de la Academia Aymara después de la muerte de José Rosendo Gutiérrez.
Fue representante de Caupolicán en los congresos nacionales de 1882 y 1883. Desde 1885, participó junto a Eduardo Idiáquez en las exploraciones entre Songo y el río Kaka para la construcción de un camino carretero.
Asimismo, jugó un rol importante en las reflexiones educativas de la época. Como miembro del Ayuntamiento paceño entre 1892 y 1893, se enfocó en la instrucción pública y estableció el hospital San Juan de Dios y la Sociedad de Beneficencia de Señoras.
Fruto de este incansable trabajo, nos dejó una amplia obra, hoy en su mayoría desconocida o perdida. Así, escribió incontables artículos periodísticos, fundó la revista de la Academia Aymara y escribió una historia sobre los hospitales, un libro sobre las fronteras de Caupolicán y una biografía del obispo Cárdenas; también preparó un formulario procedimental para alcaldes parroquiales.
Murió en el Beni, donde ejercía como munícipe, aquejado por la enfermedad y la ceguera.
Tras su desaparición, su biblioteca le fue embargada y, tal vez, destruida.
Sus restos descansan en una tumba sin lápida del cementerio general de la ciudad de La Paz.